# فريج المرر (رواية)
فَريجُ المَرَر هي الرواية الأُولى للكاتب السوداني حامد الناظر، صدرت عن المركز الثقافي العربي، فازت بجائزتين؛ جائزة الشارقة للإبداع العربي لعام 2014 وجائزة فودافون قطر لعام 2014.

## حول الرواية
```
تتحدث الرواية عن الفتيات الأثيوبيات اللائي يقصدن 
دولة الإمارات
 من أجل العمل في الأشغال المنزلية، وبعد أن يكتشفن طبيعة مجتمع 
مدينة دبي
 يهربن من رب العمل، ويجدن أنفسهن وسط 
فريج المرر
، يعملن في المقاهي والمطاعم علناً بالإضافة إلي نشاطات أخرى سريّة كالدعارة وغيرها، وسط هذا الواقع تنشط جماعات أخرى تعمل في تجارة المخدرات وغسيل الأموال والإحتيال. الفضاء المكاني الذي انطلقت فيه الرواية هو فريج المرر في مدينة دبي والعاصمة الاثيوبية 
أديس أبابا
.
```

## فصول الرواية
تتكون الرواية من ثمانية فصول، عناوين الفصول أخذت من أسماء شخصيات الرواية، أو من الاماكن التي دارت فيها احداث الرواية.وأي فصل من فصول الرواية يبدأ بنص أو مقولة لواحد أو واحدة من شخصيات الرواية، وهو ما يصطلح عليه في الأدب بالعتبات النصيّة، ويكون النص مضمَّن في سرد أحداث الفصل المعني.
- الفصل الأوّل بعنوان الدخول
- الفصل الثاني بعنوان الفتاة الأرجوانية
- الفصل الثالث بعنوان أَستير
- الفصل الرابع بعنوان مجنون ليلى
- الفصل الخامس بعنوان حكايات الفَريج
- الفصل السادس الهُروب
- الفصل السّابع أرض البُن
- الفصل الثامن الخروج

## بعض من شخصيات الرواية
- الطيّب الراوي المشارك في الأحداث
- أستير
- إيلسا
- مجنون ليلى
- بيتي
- حمد المري
- مجدي
- عباس
- جيمي
- سارا

## روايات أُخرى للكاتب
- نبوءة السقا؛ التي وصلت إلى القائمة الطويلة في الجائزة العالمية للرواية العربية في العام 2016
- الطاووس الأسود. التي وصلت إلى القائمة الطويلة في الجائزة العالمية للرواية العربية في العام 2018

## إقتباسات من الرواية
- «دُبي مدينة لا تنتبه كثيراً إلى الأغراب، إلى أسمائهم، أنسابهم، بقدر ما ينتبهون هُم لحضورها، إذا لم تكن غريباً، وحيداً، فإنك قد لا تعنيها كثيراً».
- «الصداقة عند الكرام أعظم من رابطة الدم»
- «الأشخاص الذين ألتقيهم أفضّل ألا تكتمل صورتهم أمامي دفعة وأحدة، ينبغي أن تنمو مع الأيام والأحداث».
- «الوسادة ليست متكئاً وحسب، بل صديق خاص يمكن الوثوق به إلى حدّ لا يصدَّق».
- «المستقبل هو الماضي، هو التايخ، يتكرر بأقنعةٍ مختلفة فيظن الناس أنهم قد تقدموا إلى الأمام».
- «الحديث إلى الملائكة أمرُ لم أجربه بعد».
- «لا يكفي أن تعرف الطريق الذي يوصلك إلى الهدف، ينبغي أن تعرف أيضاً كيف تتصرف مع من سبقك إلى هذا الطريق».

## وصلات خارجية
- رواية فريج المرر موقع جود ريدر.
- جريدة الاتحاد.
- فريج المرر طحالب في قاع الغابة الأسمنتية، العربي الجديد.